# Junkers W 34
Dimensions
Le Junkers W 34 est un avion civil monomoteur de fabrication allemande, destiné au transport de passagers et de fret.

## Conception
Il était le successeur du Junkers F 13 et du Junkers W 33, avec la même voilure à ailes basses et la même envergure, mais un poste de pilotage entièrement fermé. Développé dans les années 1920, il a été mis en service en 1926. La version passagers pouvait embarquer un pilote et cinq passagers.

## Engagements
Durant la Seconde Guerre mondiale des centaines de W 34 ont servi dans la Luftwaffe allemande, bien que le dernier ait été livré en 1934. La version la plus courante était le W 34hi. Ces robustes appareils, avec leur revêtement en tôle ondulée (comme leur successeur trimoteur le Junkers Ju 52) servaient à l'entraînement des équipages (ils équipaient 11 écoles), comme avions de liaison, comme avion de transport ou pour diverses missions spéciales. 

## Variantes
- W 34a : prototype, à moteur Gnome et Rhône 9A Jupiter de 420 ch, premier vol le 7 juillet 1926[2].
- W 34b : à moteur Jupiter VI.
- W 34f : à moteur Jupiter VI et train d'atterrissage renforcé.
- W 34hi : version militaire pour la Luftwaffe, moteur radial BMW 132 A/E de 660 ch actionnant une hélice bipale. Cette version fut principalement utilisée par la Luftwaffe pour l'entraînement des pilotes et des opérateurs radios [3].
- W 34hau : également réalisée pour la Luftwaffe, moteur Bramo 322 de 650 ch actionnant une hélice quadripale. Principalement utilisé par la Luftwaffe pour l'entraînement.
- K 43 : Version militarisée du W 34, bombardier et avion de reconnaissance[1]. Armé d’une mitrailleuse fixe MG 17 de 7,92 mm tirant vers l’avant et d’une (ou deux) mitrailleuse(s) orientable(s) MG 15 de même calibre en tourelle dorsale[4].
- Trp 2A puis Tp 2A : Désignation suédoise du W 34. Utilisé par la Suède de 1933 à 1953 comme avion ambulance.
- Ju 46 : Transport du courrier, 5 exemplaires construits.